# Association des communautés urbaines de France
 (novembre 2014).
Si vous disposez d'ouvrages ou d'articles de référence ou si vous connaissez des sites web de qualité traitant du thème abordé ici, merci de compléter l'article en donnant les références utiles à sa vérifiabilité et en les liant à la section « Notes et références ».
L'Association des communautés urbaines de France est une organisation française active de 1985 à 2015 représentant, de manière pluraliste, l'ensemble des communautés urbaines et les métropoles de France.  
En 2014, l'ACUF étudie un rapprochement avec l'Association des maires de grandes villes de France. Cette fusion des deux associations au sein de France urbaine, dont le premier président est le maire de Toulouse Jean-Luc Moudenc, est effective le 6 novembre 2015.

## Missions
L'ACUF se fixe pour missions principales de contribuer à « confronter les expériences propres aux communautés urbaines et métropoles de France et les positionner comme acteurs incontournables de l’organisation des territoires » et d'être leur porte-parole.
C'est ainsi que l'organisation, par l'adoption de résolutions prend souvent une position commune sur les grands dossiers tels que les politiques contractuelles, le financement des transports en commun, la fiscalité locale, les évolutions institutionnelles ou les transferts de compétences.

## Organisation
L'organisation de l'ACUF repose sur des groupes de travail qui associent régulièrement dans ses locaux les représentants des communautés urbaines et des métropoles de France dans les différents domaines d'intervention comme :
- achats publics,
- communication,
- finances,
- organisation institutionnelle,
- développement durable,
- systèmes d’information,
- habitat,
- urbanisme & aménagement urbain,
- eau et assainissement,
- développement économique,
- partenariats et territoire.

Ils associent les professionnels concernés de chacune des communautés urbaines et métropoles de France. Pour chacun, un référent d’une communauté urbaine ou métropole est désigné pour la préparation des réunions en coordination avec l’ACUF.
Ces groupes poursuivent un triple objectif :
- Mettre en réseau les 21 communautés urbaines et métropoles de France et faciliter leurs échanges d'information et de compétence ;
- Faire émerger des propositions réglementaires et législatives permettant de résoudre les problèmes rencontrés ou de faire évoluer le cadre institutionnel à partir des réflexions de ces groupes de travail, du suivi de l'actualité réglementaire et législative et des sollicitations issues de ses partenaires (ministères, associations d'élus...) ;
- Faire connaître et valoriser ses actions et celles de ses adhérents, en particulier auprès des institutionnels pour faciliter l'atteinte des objectifs de la deuxième mission et faire en sorte que leurs problématiques soient prises en compte par leurs partenaires, en particulier l'État et les autres collectivités locales.

L’association met à la disposition de ses adhérents des outils qui sont autant de lieux de ressources et d’échanges : site Internet, Intranet, bases de données budgétaires et fiscales, base de données des compétences, répertoire des activités, lettre d’information financière, etc.
Les directeurs généraux des services participent aux réflexions menées par les groupes puis formulent des propositions à partir de leurs travaux. Les vingt et un présidents adoptent les résolutions qui positionnent les communautés urbaines et métropoles au regard des grands enjeux auxquels elles sont confrontées (politiques contractuelles, réformes institutionnelles, réforme de la fiscalité locale, etc.).

## Adhérents

### Communautés urbaines
| - Dunkerque Grand Littoral (21 octobre 1968) - Communauté urbaine Creusot Montceau (13 janvier 1970) - Communauté urbaine de Cherbourg (2 octobre 1970) - Métropole du Grand Nancy (31 décembre 1995) - Communauté urbaine d'Alençon (31 décembre 1996) - Communauté urbaine d'Arras (1er janvier 1998) - Communauté urbaine Marseille Provence Métropole (7 juillet 2000) - Le Mans Métropole (1er janvier 2013) - Dijon Métropole (1er janvier 2015) |

### Métropoles
| - Métropole Nice Côte d'Azur (1er janvier 2014) - Bordeaux Métropole (27 janvier 2014) - Toulouse Métropole (31 décembre 2014) - Brest Métropole (1er janvier 2015) - Grenoble-Alpes Métropole (1er janvier 2015). - Métropole européenne de Lille (1er janvier 2015) - Métropole de Lyon (1er janvier 2015) - Montpellier Agglomération (1er janvier 2015). - Nantes Métropole (1er janvier 2015) - Rennes Métropole (1er janvier 2015). - Métropole Rouen Normandie (1er janvier 2015). - Strasbourg Eurométropole (1er janvier 2015) |

## Dirigeants
Avant 2009, la présidence de l'association est assurée chaque année à tour de rôle par le président de la communauté urbaine organisatrice du congrès annuel. Il est assisté de deux vice-présidents, son prédécesseur et le président de la communauté organisatrice du congrès suivant.
Le 28 janvier 2009, une assemblée générale extraordinaire désigne Gérard Collomb comme nouveau président de l'ACUF pour un mandat de trois ans. Il est assisté d'un bureau élargi à Michel Delebarre, président de Dunkerque Grand Littoral, François Cuillandre, président de Brest Métropole, Vincent Feltesse, président de Bordeaux Métropole, André Rossinot, président de la Métropole du Grand Nancy, et Bernard Cazeneuve, président de la communauté urbaine de Cherbourg.
Le 16 novembre 2012, Michel Delebarre, président de Dunkerque Grand Littoral, est élu président de l'ACUF lors des 40e journées des communautés urbaines qui se tiennent à Nancy.
Le 20 mai 2014, après les élections municipales, Gérard Collomb redevient président de l'association.